# Janokjärv

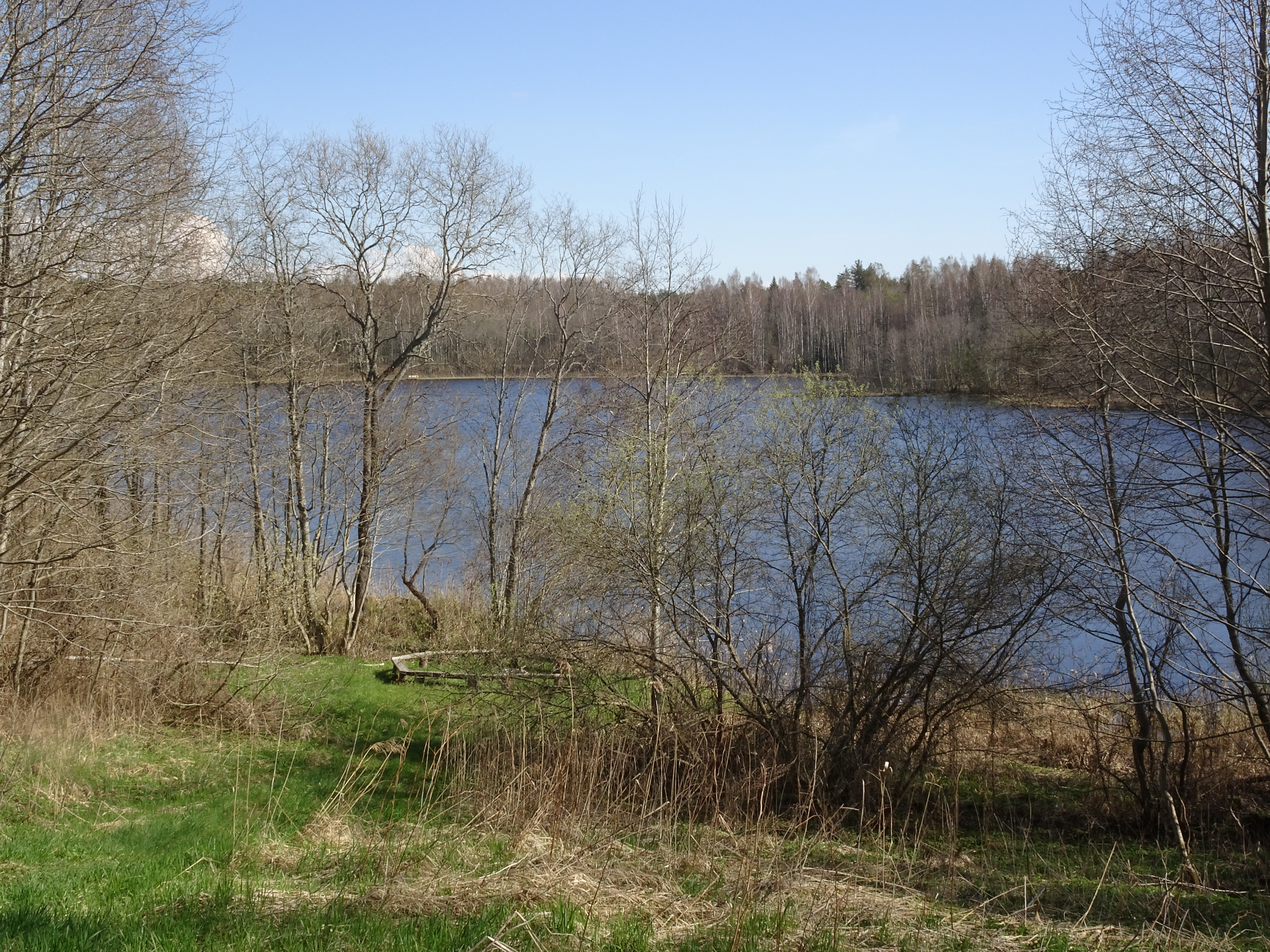
Janokjärv (2018)

Janokjärv, auch Jänukjärv, ist ein natürlicher See in Kõlleste im Kreis Põlva auf dem estnischen Festland. Durch den See fließt der Bach Piigaste oja. 930 Meter vom 11,4 Hektar großen See entfernt liegt das Dorf Piigaste und 40 Kilometer entfernt liegt der 3555 km² große See Peipussee (Peipsi-Pihkva järv). Mit einer durchschnittlichen Tiefe von 3,7 Metern und einer maximalen Tiefe von 9,3 Metern ist er ziemlich tief.